# Austrian Death Machine
Austrian Death Machine (с англ. — «Австрийская машина смерти») — американский трэш-метал-проект из Сан-Диего, Калифорния, основанный вокалистом As I Lay Dying Тимом Ламбезисом как пародия и дань уважения фильмам Арнольда Шварценеггера.

## История
Austrian Death Machine выпустили свой дебютный альбом Total Brutal 22 июля 2008 года. Альбом был посвящен дню рождения Калеба Крейна, который состоялся 14 мая 2008 года, за два месяца до запланированной даты релиза. Несколько месяцев спустя они выпустили рождественский мини-альбом A Very Brutal Christmas. После небольшого тура в поддержку Total Brutal, Ламбезис снова отправился в тур с As I Lay Dying. Во время тура он написал в блоге Austrian Death Machine на Myspace, что у него есть идеи выпустить вслед за Total Brutal двойной диск Double Brutal, заявив, что первый диск будет состоять из оригинальных песен, а второй — из кавер-версий. Вернувшись домой из тура в начале лета 2009 года, он приступил к работе над Double Brutal, который вышел 29 сентября 2009 года.
Многие в прессе отмечали, что ArnoCorps уже разрабатывали концепцию группы в стиле фильмов Шварценеггера, выступая вживую в Калифорнии и Великобритании более чем за семь лет до Ламбезиса. Ламбезис пишет и записывает всю музыку, играя на гитаре, басу и ударных, а также большую часть вокала, оставляя вокалисту Destroy the Runner Чаду Акерману (изображающему «Ahhhnold») исполнять вокал, напоминающий Шварценеггера. Единственное, что Ламбезис или Акерман не записывают, — это гитарные соло в каждой песне, которые исполняют разные гитаристы из других групп. Ламбезис заявил, что As I Lay Dying «душевна и полна страсти», а Austrian Death Machine, напротив, «является источником чистого тестостерона и глупости».
Несмотря на арест Ламбезиса в мае 2013 года за попытку нанять киллера для убийства своей бывшей жены, в 2014 году было объявлено, что Triple Brutal выйдет в апреле на лейбле Artery Recordings. В 2014 году Ламбезиса приговорили к шести годам тюремного заключения с 48 днями зачета за отбытый срок.
17 октября 2023 года группа выпустила новый сингл «No Pain No Gain» с музыкальным клипом и объявила о своих планах выпустить новый альбом в 2024 году. 5 декабря стало известно, что четвёртый альбом группы, Quad Brutal, выйдет 23 февраля 2024 года; также был выпущен второй сингл с альбома, «Don't Be Lazy».

## Дискография
Студийные альбомы
| Title         | Year | Label               | Chart Positions | Chart Positions | Chart Positions | Chart Positions | Chart Positions |
| Title         | Year | Label               | Top 200         | US Heat         | US Indie        | US Hard Rock    | US Rock         |
| ------------- | ---- | ------------------- | --------------- | --------------- | --------------- | --------------- | --------------- |
| Total Brutal  | 2008 | Metal Blade Records | 179             | 7               | 29              | —               | —               |
| Double Brutal | 2009 | Metal Blade Records | 105             | 1               | 15              | 14              | 44              |
| Triple Brutal | 2014 | Artery Recordings   | 64              | —               | —               | —               | —               |
| Quad Brutal   | 2024 | Napalm Records      | —               | —               | —               | —               | —               |

Мини-альбомы
- A Very Brutal Christmas (2008)
- Jingle All the Way (2011)